# Pёtr Velikij

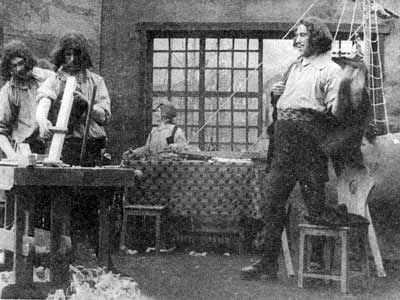
Un fotogramma del film

Pёtr Velikij (Пётр Великий) è un film del 1910 diretto da Kaj Ganzen e Vasilij Michajlovič Gončarov.